# Schloss Auenstein
Das Schloss Auenstein ist ein Schloss in der Gemeinde Auenstein im Schweizer Kanton Aargau. Es entstand durch Umbau einer mittelalterlichen Burg.

## Geschichte
Die Burg wurde im 13. Jahrhundert vermutlich im Auftrag der Herren von Gowenstein erbaut und 1307 erstmals als Besitz der Herren von Reinach urkundlich erwähnt. Bei Kämpfen zwischen Habsburgern und Eidgenossen im Jahr 1389 erstürmten die Berner die Burg und brannten sie nieder. Die Anlage wurde nicht wieder aufgebaut und blieb bis in die Neuzeit hinein eine Ruine.
Da mit der Ruine auch die Herrschaft über das Dorf Auenstein verbunden war, wechselte das unbewohnbare Gebäude mehrmals den Besitzer. Albrecht von Rinach verkaufte die Ruine 1465 an Heinrich Hasfurter aus Luzern. 1487 ging die Ruine in den Besitz von Hans Rudolf von Luternau über, der sie jedoch bereits vier Jahre später an die Familie von Mülinen aus Brugg weiterverkaufte, welche bereits die nahe gelegene Burg Kasteln besass. General Johann Ludwig von Erlach kaufte die Ruine 1648, die 1732 von dessen Nachkommen an die Stadt Bern veräussert wurde.
1803 gelangte die Anlage in den Besitz des neu gegründeten Kantons Aargau, der sie anschliessend an Privatleute verkaufte. 1858 wurde die Ruine wieder bewohnbar gemacht und zu einem Schloss ausgebaut, indem man über den alten Grundmauern zusätzliche Stockwerke mit Wohnung und Küche aufsetzte; 1928 wurde ein Anbau hinzugefügt. Das Schloss ist heute noch im Privatbesitz.

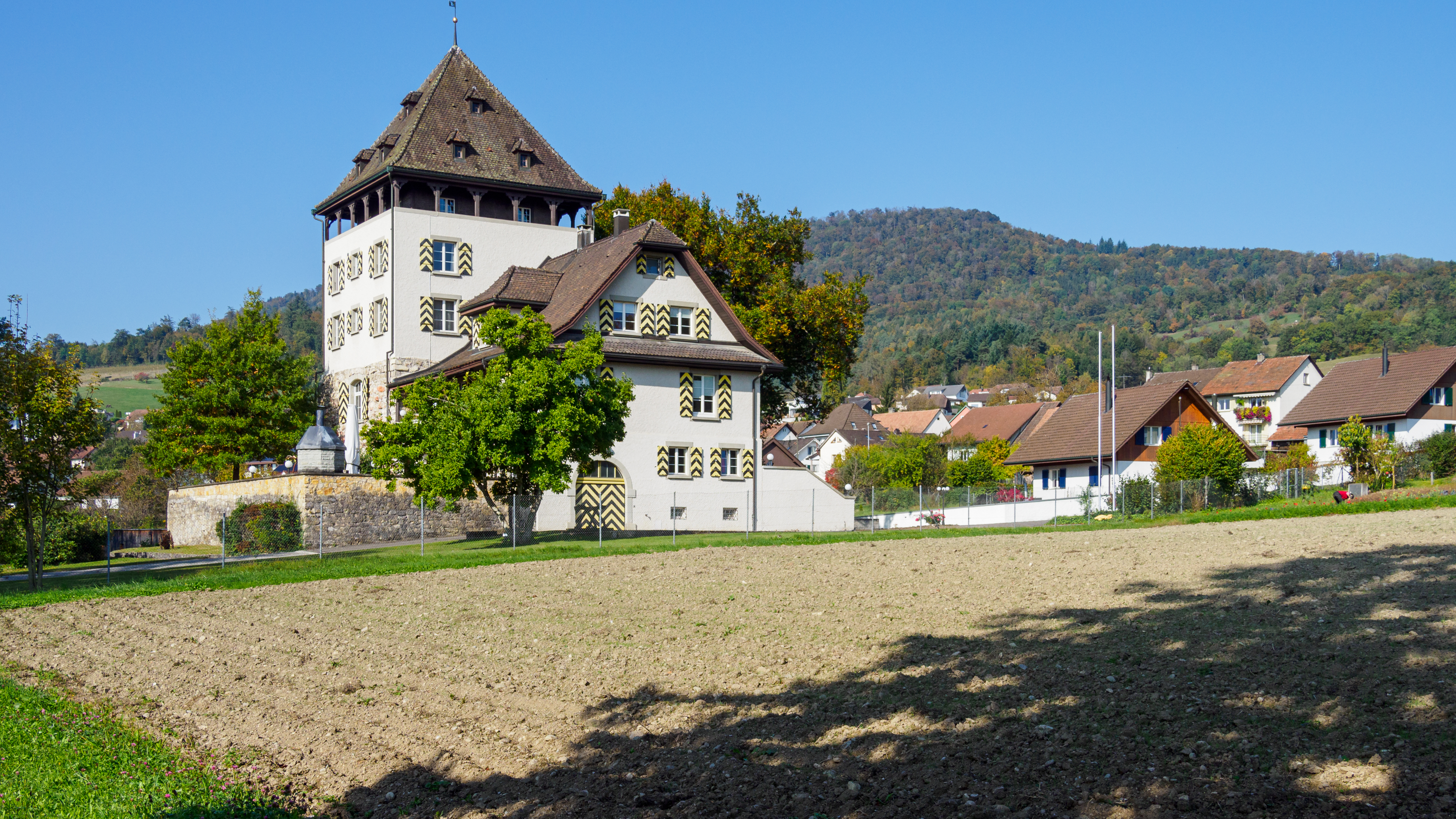
Schloss Auenstein und Teile des Dorfes

## Gebäude

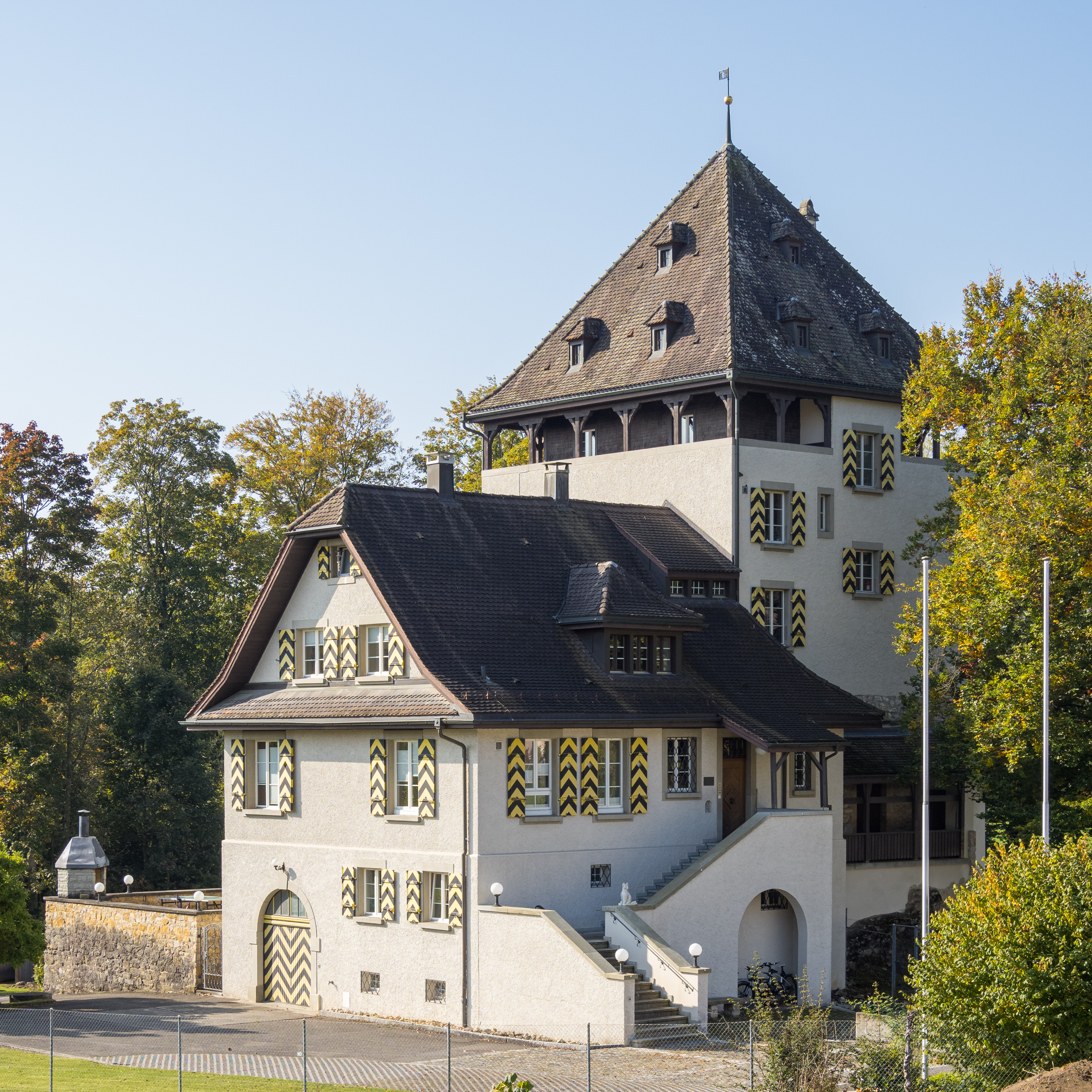
Nordostansicht

Das Schloss steht auf einem sieben Meter hohen Felsen, der einst von zwei Flussarmen der Aare umspült war. Heute jedoch befindet sich das Flussufer etwa 50 Meter weiter südlich. Das Gebäude besitzt eine annähernd quadratische Form. Von der mittelalterlichen Burg sind der Turmstumpf und die Grundmauern erhalten geblieben, die aus grob behauenen Kalk- und Tuffsteinen bestehen. Die drei Stockwerke darüber sind im Stile des Historismus erbaut worden, ebenso der Anbau auf der Ostseite.